# لورا جی اسنایدر
لورا جی اسنایدر (انگلیسی: Laura J. Snyder; ۱۹۶۴ (۶۰–۶۱ سال)  – ) نویسنده اهل ایالات متحده آمریکا بود.
وی همچنین برندهٔ جوایزی همچون برنامه فولبرایت شده‌است.